# ジェイミー・サレー
ジェイミー・サレー（英語: Jamie Salé、1977年4月21日 - ）は、カナダ出身の女性フィギュアスケート選手で、現在プロスケーター。ソルトレイクシティオリンピックペア金メダリスト。パートナーは夫でもあるデヴィッド・ペルティエ。

## 来歴

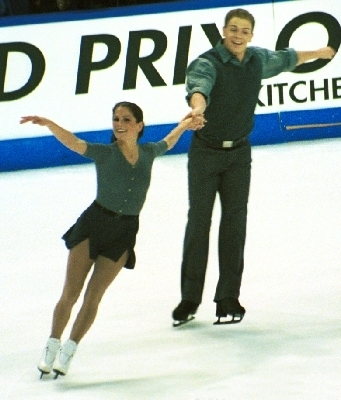
2001年GPファイナル

1994年のカナダ国内選手権の女子シングルで3位に。その後ペアに転向し、ジェイソン・ターナーと組んだ。1994年リレハンメルオリンピックでは12位に終わり、ターナーとのペアを解消した。
1996年にデヴィッド・ペルティエとペアを組むが上手く行かず、サレーは一度女子シングルに戻る。
98-99シーズンに再びペルティエとペアを組んでからは急速に実力を伸ばし、グランプリシリーズで上位入賞を果たした。
99-00シーズン、有名な「Love Story（邦題：ある愛の詩）」の音楽に載せてプログラムを披露し、スケートアメリカでエレナ・ベレズナヤ&アントン・シハルリドゼ組を破って1位。続くボフロスト杯では2位。シーズン終わりの四大陸選手権では芸術点で5人の審査員から6.0の評価を得て1位。しかし、世界選手権ではサレーのジャンプが不調で4位に終わる。翌00-01シーズン、世界フィギュアスケート選手権で優勝。
01-02シーズン、ラフマニノフの曲でフリープログラムを構成するが盛り上がりに欠けるため、2002年ソルトレークシティオリンピックに向け、2シーズン前と同じ「Love Story」を再びフリープログラムに使用することに決めた。

## ソルトレークシティオリンピック
過去99-00シーズンの世界選手権で優勝を狙った「Love Story」でサレーはソロの3トウループ、2アクセルを全て失敗し4位に終わったため、プログラムを若干変更しサレーの苦手とするソロの2アクセルの回数を2回から1回に減らした。
そして迎えたソルトレークシティオリンピックでは、サレー・ペルティエ組はショートプログラムで2位につけ、優勝を狙える位置にいた。しかしフリープログラム直前の6分間練習の間にサレーはロシアのシハルリドゼと接触してしまった。体の小さいサレーは胸を押さえて痛みを堪えた。
フリープログラムでは全ての要素をミス無く完璧に行い、「Love Story」を演じきった。勝利を確信したペルティエは、リンクにキスをし、サレーは自分自身の完璧な演技に信じられないという表情をした。観客は総立ちとなり大喝采で彼らを称えた。既にロシアのペアは演技を終えていたが男性がステップアウトする小さなミスを犯していた。しかし得点は5人の審査員がロシア組に1位、4人の審査員がサレー・ペルティエ組に1位で　5：4で彼らは2位の評価になってしまった。
この結果に満足出来ない北米メディアによるジャッジングへの大バッシングが開始された。その中で、フランスの審判員がフランス連盟の会長から「（アイスダンスのアニシナ&ペーゼラ組を勝たせることと交換に）ロシア・ペアを勝たせてくれ」と言われていたと発言したという報道がなされ、事態は異常な方向に進んでいった。結局このフランスの審判員は後に正式な書類において、圧力は存在せず自分はロシア・ペアの優勝を確信していると表明したが、国際スケート連盟のオッタビオ・チンクアンタ会長の強引な裁定によってフランス人審査員の評価は取り消され、4：4のタイでロシア組とサレー・ペルティエ組の2組に金メダルが与えられた。
オリンピック後、アマチュアを引退しプロに転向。2005年12月30日にペルティエと結婚したが2010年6月に離婚した。

## 主な戦績
| 大会/年            | 1998-1999 | 1999-2000 | 2000-2001 | 2001-2002 |
| ------------------ | --------- | --------- | --------- | --------- |
| オリンピック       |           |           |           | 1         |
| 世界選手権         |           | 4         | 1         |           |
| 四大陸選手権       |           | 1         | 1         |           |
| カナダ選手権       | 2         | 1         | 1         | 1         |
| GPファイナル       |           | 5         | 1         | 1         |
| GPスケートアメリカ |           | 1         | 1         | 1         |
| GPスケートカナダ   | 3         |           | 1         | 1         |
| GPスパルカッセン杯 |           | 2         |           |           |
| GPラリック杯       |           |           | 2         |           |
| GP NHK杯           | 3         |           |           |           |

戦績はデヴィッド・ペルティエと組んで以降。